# ونوسته نیونگابو
ونوسته نیونگابو (انگلیسی: Vénuste Niyongabo؛ زادهٔ ۹ دسامبر ۱۹۷۳) دونده دو نیمه‌استقامت اهل بوروندی است.
از افتخارات وی میتوان به کسب مدال طلا دو ۵۰۰۰ متر در بازی‌های المپیک تابستانی ۱۹۹۶ اشاره کرد.